# Animale (Don Diablo)
Animale is een single van Don Diablo en Dragonette. Op 25 oktober 2010 werd het als single uitgegeven. 

## Cd-single
1. "Animale (Radio Edit)" - 3:56

## Hitlijsten
| Land                | Hitlijst       | Hoogste positie |
| ------------------- | -------------- | --------------- |
| België (Vlaanderen) | Ultratip       | 2               |
| Nederland           | Single Top 100 | 33              |